# LG G8 ThinQ
Le LG G8 ThinQ est un smartphone fabriqué et commercialisé par la marque sud-coréenne LG en 2019. Il représente le haut de gamme de LG, fait suite au LG G7 ThinQ et précède le LG Velvet,.